# Лада (Мордовия)
Лада — село, центр сельской администрации в Ичалковском районе. Население 498 человек (2001), в основном русские.

## География
Расположено при впадении речки Куря (Кура) в Инсар, в 20 км от районного центра и 5 км от железнодорожной станции Атьма.

## История
Точная дата основания села неизвестна; согласно предположениям, оно возникло во второй половине XVI века.

### Происхождение названия села
Предположительно, село Лада имеет русское происхождение, что подтверждается его первым названием — Курское Займище. Слово «курское» свидетельствует, что населённый пункт возник в устье реки Кура (Куря); при этом слово займище в старину означало «земельный участок, занятый кем-либо по праву первого владения, обычно вдали от других пахотных земель». Впрочем, данное утверждение опроверг советский и российский лингвист Дмитрий Васильевич Цыганкин: «Само же слово куря восходит к древнему слову курья — „речной залив, небольшая речка, не имеющая названия“. Слово финно-угорского происхождения. В финском языке куру — „узкое углубление с крутыми берегами“, в коми курья — „залив реки или озера“, мансийском хур — „край“, а курья — „река на краю главного русла“. Его мы найдём в названиях: Курмачкасы (русское село на речке Курья в Ромодановском районе), в старом названии села Лада, расположенного в устье речки Курья; в „Списке населённых мест Пензенской губернии“ — Курское Займище».

### Владельцы села
Одним из первых владельцев Лады был Пётр Матвеевич Апраксин (1659—1728) — русский военачальник и государственный деятель, участник Северной войны, сподвижник Петра I. Далее Лада (1725 — 1740-е) принадлежала сыну Петра Матвеевича — Александру Петровичу Апраксину и его жене — Марии Михайловне (урожденной Куракиной). В дальнейшем владельцами села стали Нарышкины (дочь Александра Петровича и Марии Михайловны — Елена Александровна, была замужем за А. Л. Нарышкиным).
В период с конца XVIII века и до середины 1830-х годов село Лада принадлежала дворянам Голубцовым, а именно Фёдору Александровичу Голубцову, государственному казначею, действительному тайному советнику, члену Государственного Совета, второму министру финансов Российской империи.
В 1829 году в Ладе началось движение крестьян против Голубцова, которое продолжалось до 1832 года. Во время восстания была упразднена администрация помещика, управляющий имением и служащие посажены под домашний арест: им запрещалось покидать село. Был смещен бурмистр и староста. Вместо них бурмистром был избран крестьянин Н. Догадкин, а старостой П. Андреев. Возглавил движение А. Лазарев, который призывал крестьян добиваться «воли для крепостных и земли для крестьян». Восставшие изъяли имевшиеся в вотчинной кассе 4050 рублей наличных денег, использовали их на мирские нужды. Крестьяне прекратили всякие барские работы. В 1832 году восстание было подавлено воинской командой. Решением военного суда Лазарев был приговорён к смертной казни, заменённой впоследствии ссылкой в Сибирь. Жестоко были наказаны и многие другие участники бунта.
В 1835 году Лада перешла в собственность дворян Инсарских. Инсарские — дворянский род, представители которого имели недвижимость в Саранском уезде. В 1837 году он внесен в родословную книгу Пензенской губернии. Супругам Инсарским (Мелании Михайловне и Василию Антоновичу) согласно данным метрических книг, принадлежали крестьяне не только Лады, но и близ лежащих деревень — Васильевки, Большой и Малой Сыропятовки, Рожновки, Самодуровки, Голубцовки.
Предположительно у четы Инсарских было трое детей; две дочери — Мелания Васильевна (первая жена Н. П. Шан-Гирея) и Анна Васильевна (в замужестве Лутковская), а также сын — Александр, оставивший значимый след в как истории села Лада, так и Саранского уезда в целом.
Инсарский Александр Васильевич родился в 1825 году, место его рождения неизвестно. Потомственный дворянин, действительный статский советник. Окончил Нижегородский дворянский институт, хорошо разбирался в сельском хозяйстве. Вероятно, что после своей отставки А. В. Инсарский стал владельцем 1590 десятин земли в Ладе и д. Васильевке, где организовал крепкое хозяйство. В 1846—1860 годы занимал пост штаб-ротмистра Нижегородских драгунского и кавалерийских полков. Выйдя в отставку, находился на выборных должностях: в 1872—1873 — саранский уездный предводитель дворянства, в 1891—1895 — мировой судья, председатель земской управы Саранского уезда.
Среди старожилов села Лада бытует мнение, что А. В. Инсарский является сыном Василия Антоновича Инсарского (1814—1872), столоначальника департамента Министерства государственного имущества, затем начальника канцелярии Кавказского наместничества, автора обширных мемуаров, богатого помещика Нижегородской и Пензенской губернии. Тем не менее это невозможно, так как разница в возрасте между этими двумя историческими личностями составляет всего 11 лет.
В 1871 году у А. В. Инсарского родилась дочь Екатерина, ставшая в 1895 году женой Иосифа Иосифовича Новохацкого, уроженца Пензы и в дальнейшем последнего владельца ладской усадьбы.
На венчании Иосифа и Екатерины поручителем невесты был отставной ротмистр Николай Павлович Шан-Гирей, троюродный брат Михаила Юрьевича Лермонтова. В письме родственницы Лермонтова Е. А. Верещагиной от 1838 году назван «Николенькой Шан-Гиреем», которого «таскает» и с которым «бесится» двадцатичетырехлетний поэт.
Николай Павлович Шан-Гирей имел тесную связь с семьей Инсарских. Первая жена Николая Павловича — Мелания Васильевна Инсарская, приходилось сестрой А. В. Инсарскому. После завершения службы и увольнения по болезни Н. П. Шан-Гирей поселился в селе Берендеевка Макарьевского уезда Нижегородской губернии, в имении своей жены. В 1896 году 67-летний Н. П. Шан-Гирей женился второй раз, взяв в жёны незаконнорожденную дочь дворянки Варвары Кацевой Хадиаровой — Александру, повенчались они в Ладе в храме Казанской иконы Божьей Матери. Поручителями со стороны жениха были А. В. Инсарский и его зять — И. И. Новохацкий.
В 1900 году А. В. Инсарский умер и похоронен в церковной ограде Казанской церкви села Лада; в настоящее время могила не сохранилась.
После смерти А. В. Инсарского имение перешло к его вдове и семье дочери, а именно пензенскому художнику Иосифу Иосифовичу Новохацкому. По воспоминаниям очевидцев Иосиф часто приезжал в Ладу, черпая в сельской глубинке сюжеты для своих картин. Его любимой темой были пейзажи, портреты сельских жителей, крестьян и детей. После 1913 года И. Новохацкий продал земли своего имения в Ладе крестьянам, а после революции 1917 года барская усадьба была национализирована. После этих событий Иосиф Иосифович вместе с женой уехал.

### В XIX веке
В «Списке населённых мест Пензенской губернии» (1869) Лада (Богородское, Курское Займище) — село владельческое из 200 дворов (1647 человек) Саранского уезда.

### В советское время
В 1918 году в селе произошло выступление крестьян против советской власти. До 1930 года в Ладе действовала Казанская церковь. Согласно «Списку населённых пунктов Средне-Волжского края» (1931), в Ладе был 541 двор (2872 человека).
В 1930 году были созданы колхозы имени Э. Тельмана, имени И. Сталина, а в 1952 году — «Россия». В период 1937—1959 годов Лада — центр Ладского района.

## Современность
С конца 1990-х годов функционирует АОЗТ «Лада», созданный на базе колхоза «Россия». В селе имеются основная школа, участковая больница, отделение связи, филиал районного комбината бытового обслуживания; памятник А. Лусс.
Лада — родина учёного И. В. Бестужева-Лады.

## Население
| 2002 | 2010 |
| ---- | ---- |
| 489  | ↘431 |

Национальный состав
Согласно результатам переписи 2002 года, в национальной структуре населения русские составляли 91 %

## Источник
- Шаронов А. М. Лада // Мордовия : Энциклопедия : в 2 т. / гл. ред. А. И. Сухарев. — Саранск : Мордовское книжное издательство, 2003. — Т. 1 (А—М). — 576 с. — ISBN 5-7595-1543-8.